# Pretties For You
Pretties For You er det første album af Alice Cooper. Dengang refererede navnet Alice Cooper ikke til forsangeren, men til hele bandet. Albummet var en smule psykedelisk, og gruppen udviklede først senere den hård rock-lyd, de blev kendt for.
Sangen "Reflected", Alice Coopers første sigle, blev senere omskrevet til "Elected" (findes på Billion Dollar Babies).

## Spor
Alle spor er skrevet af Vincent Furnier, Glen Buxton, Michael Bruce, Dennis Dunaway og Neal Smith.
1. "Titanic Overture" – 1:12
2. "10 Minutes Before the Worm" – 1:39
3. "Sing Low, Sweet Cheerio" – 5:42
4. "Today Mueller" – 1:48
5. "Living" – 3:12
6. "Fields of Regret" – 5:44
7. "No Longer Umpire" – 2:02
8. "Levity Ball" [Live] – 4:39
9. "B.B. on Mars" – 1:17
10. "Reflected" – 3:17
11. "Apple Bush" – 3:08
12. "Earwigs to Eternity" – 1:19
13. "Changing Arranging" – 3:03